# Conjectura de Dittert
En combinatòria, la conjectura de Dittert, o conjectura de Dittert-Hajek, és una hipòtesi matemàtica relativa al màxim assolit per una determinada funció {\displaystyle \phi } de matrius amb entrades reals i no negatives que compleixin una condició sumatòria. La conjectura es deu a Eric Dittert i (independentment) a Bruce Hajek.
Sigui {\displaystyle A=[a_{ij}]} una matriu quadrada d'ordre {\displaystyle n} amb entrades no negatives i amb {\displaystyle \sum _{i=1}^{n}\left(\sum _{j=1}^{n}a_{ij}\right)=n}. Definim permanent com {\displaystyle \operatorname {per} (A)=\sum _{\sigma \in S_{n}}\prod _{i=1}^{n}a_{i,\sigma (i)}}, on la suma s'estén sobre tots els {\displaystyle \sigma } elements del grup simètric.
La conjectura de Dittert afirma que la funció {\displaystyle \operatorname {\phi } (A)} definida per {\displaystyle \prod _{i=1}^{n}\left(\sum _{j=1}^{n}a_{ij}\right)+\prod _{j=1}^{n}\left(\sum _{i=1}^{n}a_{ij}\right)-\operatorname {per} (A)} es maximitza (de manera única) quan {\displaystyle A=(1/n)J_{n}}, on {\displaystyle J_{n}} es defineix com la matriu quadrada d'ordre {\displaystyle n} amb totes les entrades iguals 1.